# Communauté de communes des Grands Lacs
Die Communauté de communes des Grands Lacs ist ein französischer Gemeindeverband mit der Rechtsform einer Communauté de communes im Département Landes in der Region Nouvelle-Aquitaine. Sie wurde am 15. November 2002 gegründet und umfasst sieben Gemeinden. Der Verwaltungssitz befindet sich im Ort Parentis-en-Born.

## Mitgliedsgemeinden
| Gemeinde                               | Einwohner 1. Januar 2022 | Fläche km² | Dichte Einw./km² | Code INSEE | Postleitzahl |
| -------------------------------------- | ------------------------ | ---------- | ---------------- | ---------- | ------------ |
| Biscarrosse                            | 15.412                   | 160,48     | 96               | 40046      | 40600        |
| Gastes                                 | 925                      | 35,23      | 26               | 40108      | 40160        |
| Lüe                                    | 613                      | 96,72      | 6                | 40163      | 40210        |
| Parentis-en-Born                       | 7.463                    | 111,55     | 67               | 40217      | 40160        |
| Sainte-Eulalie-en-Born                 | 1.457                    | 70,83      | 21               | 40257      | 40200        |
| Sanguinet                              | 4.662                    | 81,43      | 57               | 40287      | 40460        |
| Ychoux                                 | 2.342                    | 111,28     | 21               | 40332      | 40160        |
| Communauté de communes des Grands Lacs | 32.874                   | 667,52     | 49               | –          | –            |